# Dédougou
Dédougou ist eine Stadt und ein dasselbe Gebiet umfassendes Departement im westafrikanischen Staat Burkina Faso und ist Hauptstadt der Region Boucle du Mouhoun und der Provinz Mouhoun. Im in sieben Sektoren unterteilten Hauptort und den umliegenden 37 Dörfern leben 86.965 Menschen.
In der Gegend werden vor allem Erdnüsse und Baumwolle angebaut. Der Flugplatz Dédougous hat die internationale Kennung DGU. Außerdem findet hier regelmäßig das Festival des masques et des arts (FESTIMA) statt.
Dédougou ist Sitz des Bistums Dédougou.

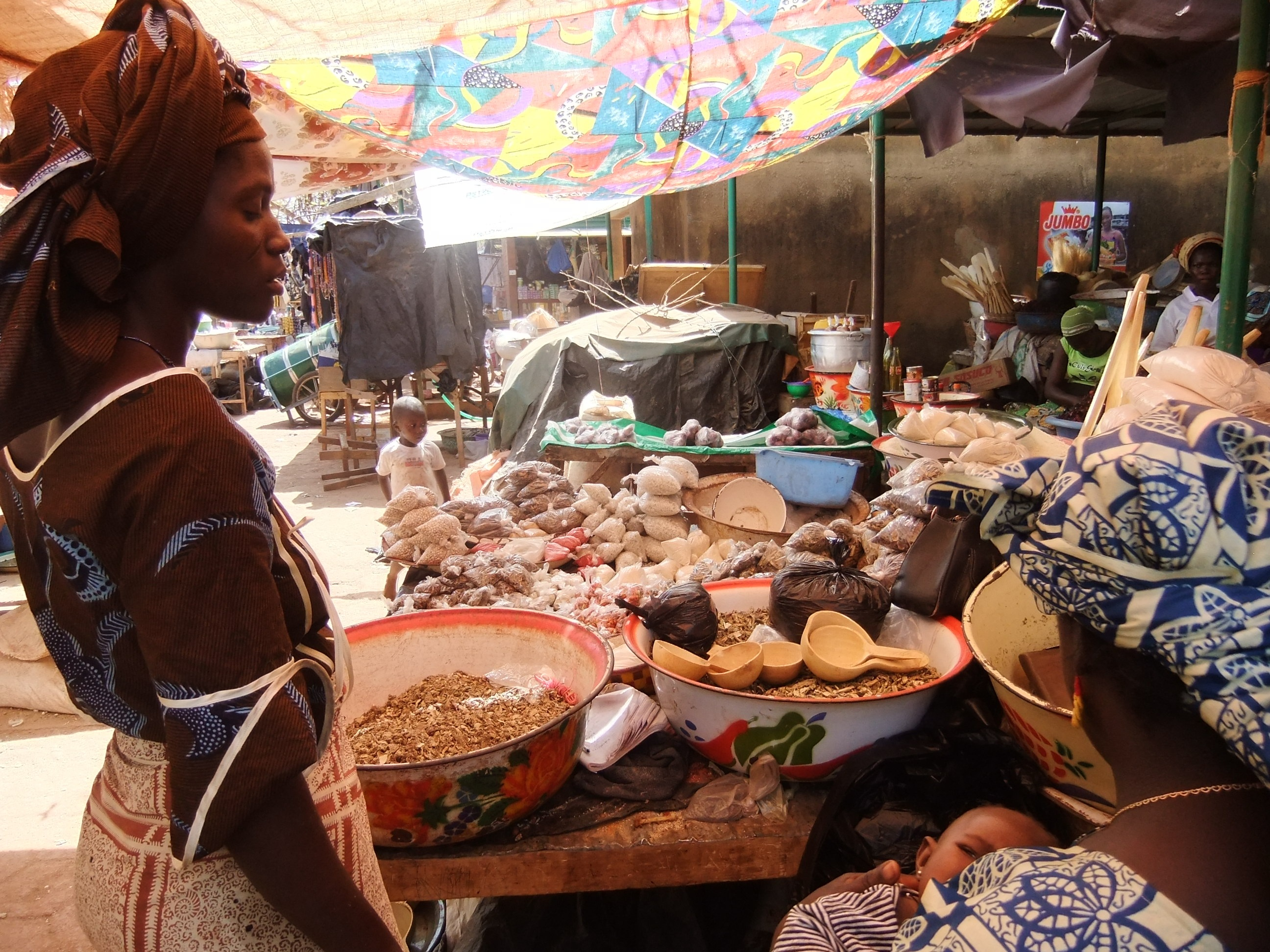
Markt von Dedougou
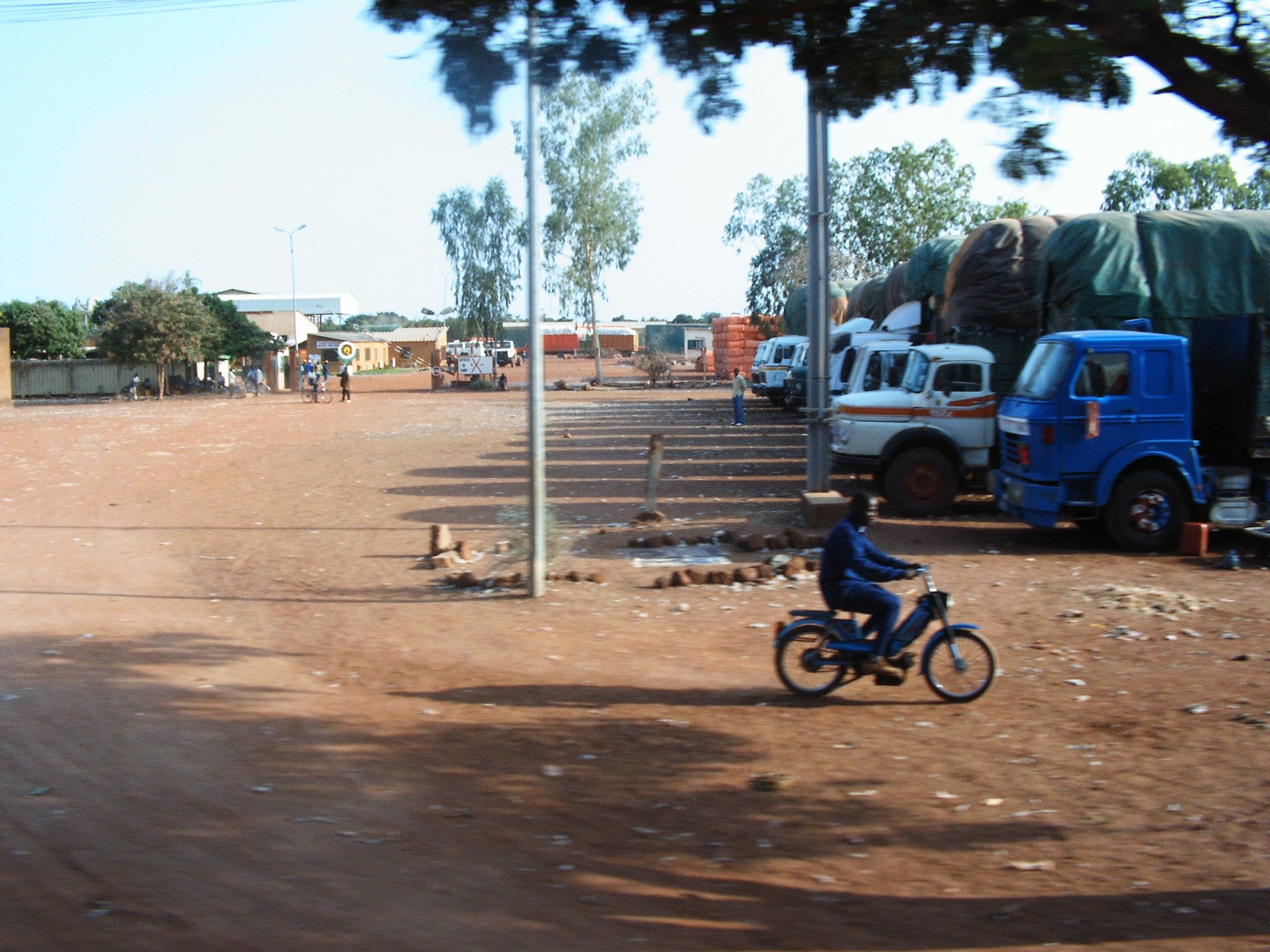
Baumwollverladung in Dédougou

## Persönlichkeiten
- Jean-Pierre Palm (* 1953 in Dédougou), Politiker, Minister für Sport und Freizeit